# Beck György (üzletember)
Beck György (1954. április 4. –) a Vodafone Magyarország Zrt. korábbi elnöke, a Neumann János Számítógép-tudományi Társaság elnöke, a Magyar Vízilabda-szövetség társelnöke, a Vállalkozók és Munkáltatók Országos Szövetség társelnöke, a Day One Capital Befektetői Alap felügyelő bizottságának elnöke,  a Seed (School for Exec. Edu. and Dev.) oktatója és boardjának tagja, a Magyar Olimpiai Bizottság Etikai- Gazdasági Bizottságának tagja, a Budapest Corvinus Egyetem oktatója, a Digitális Turizmus Szövetség elnökségi tagja.

## Életpályája
Középiskolai tanulmányait Cegléden a Kossuth Lajos Gimnáziumban végezte. 1978-ban diplomázott Szegeden a József Attila Tudományegyetemen, mint matematikus, majd 1982-ben a PhD fokozatot is itt  szerezte meg. 1978-tól a Számítógép-Alkalmazási Kutató Intézetben (SZÁMKI) matematikai algoritmusokkal és szoftverfejlesztéssel foglalkozott tudományos munkatársként, majd 1984-től, a SZÁMALK megalakulásától, tudományos főmunkatársaként dolgozott itt. Osztályvezetőként a rendszerszoftverek adaptálását és alkalmazások fejlesztését irányította. Időközben a DTU Dán Műszaki Egyetemen tudományos ösztöndíjjal végezte tanulmányait.
Egyik alapítójává vált az 1990-ben létrehozott amerikai Digital Equipment Corporation magyar leányvállalatának, mely cégen belül először szoftvertámogatási vezetőként, majd üzletági menedzserként, később a cég kereskedelmi igazgatójaként dolgozott. 1994-ben a Digital Magyarország vezérigazgatójává nevezték ki. A Digital, irányítása alatt forgalmát megháromszorozta és számos területen piacvezető pozíciót ért el. Beck György 1998-ban a legjobb vezérigazgató címet nyerte el a Digital cégcsoporton belül. Közreműködésének köszönhetően a Digital magyar egyetemekkel együttműködésben olyan központi kutatási fejlesztési projekteket helyezett Magyarországra, amelyeket korábban a cég kizárólag az Amerikai Egyesült Államokban folytatott.
1998 júliusában a Compaq és a Digital cégek egyesülése után ő lett a Compaq magyarországi vezetője. 2000 nyarától magyarországi megbízatása megtartása mellett a cseh, a lengyel és a szlovák Compaq leányvállalatokat magába foglaló közép-kelet európai országcsoport vezérigazgatói feladatait is ellátta. A Compaq történetében ő az első ilyen magas beosztású menedzser a régióból. Vezérigazgatósága alatt a Compaq PC és tároló gyártást hozott Magyarországra, illetve regionális SAP és Technológiai Support Központot is alapított hazánkban. A magyar leányvállalat -, amely nagyobb forgalmat ért el, mint a cseh, a lengyel vagy az orosz leányvállalat – 2001-ben elnyerte a Compaq legjobb leányvállalata címét. 2000-től a Compaq piacvezető a PC, tároló és rendszerintegráció területén a magyar piacon.
A Hewlett Packard és a Compaq egyesülése után, 2002 nyarától a HP Magyarország vezérigazgatójaként dolgozott. Vezetése alatt a HP vezető informatikai vállalatként meghatározó gazdasági tényezővé vált Magyarországon, minden érdemi termék és szolgáltatás szegmensben piacvezető, a legkiterjedtebb hazai viszonteladói hálózattal dolgozott együtt. Az iparágban nem hétköznapi módon helyi kutatás-fejlesztés tevékenység megszervezésével bizonyították, hogy a hazai szürkeállomány nemzetközi szinten is versenyképes. A kutatás-fejlesztés révén szoros munkakapcsolatot alakítottak ki vezető magyar egyetemekkel, ezen kívül a vállalat Magyarországra hozta szakmai támogató központját, az adattároló eszközök, szerverek, PC-k mellett nyomtatók gyártását is végezte idehaza.
Beck György irányítása alatt a Compaq, illetve a HP elnyerte többek között a Nemzeti Minőségi Díjat, a Nemzeti Innovációs Díjat, a Kármán Tódor Díjat, az Üzleti Etikai Díjat és a Befogadó Vállalat címet. E sikerek mellett közreműködésének köszönhetően az informatikai eszközök gyártása is Magyarországra került.
2007 januárjában jelentős váltás következik be dr. Beck György karrierjében, csatlakozott a világ vezető mobil távközlési vállalatához, a Vodafone-hoz, ahol a magyar leányvállalat vezérigazgatói feladatát látta el. Irányítása alatt a Vodafone a magyar mobil távközlési piac leginnovatívabb és legdinamikusabban fejlődő szereplőjévé vált. 2007 májusában közreműködésének köszönhetően az anyavállalat Magyarországra telepítette első szolgáltatóközpontját, amely a Vodafone Csoport közös pénzügyi folyamatait és ügyleteit kezelte. 2008-tól ennek az ún. Vodafone Operations Centre Hungary (VOCH) Igazgatóságának a tagja lett. 2009 nyarán a Vodafone Miskolcon hozta létre a vállalat Regionális Ügyfélszolgálati Központját (Regional Customer Service Centre). Sikerei elismeréseképpen dr. Beck Györgyöt 2010 márciusában a Vodafone Magyarország Zrt. elnök-vezérigazgatójának nevezték ki. Vezetése alatt a Vodafone, mintegy három év alatt Üzleti Etikai Díjat, a Napi Gazdaság Innovációs Díját, a Figyelő Top 200 Társadalmi Elkötelezettség Díját és a Huawei Európai Adattechnológiai Innovációs Díját nyerte el. 2011. október 1-jétől a Vodafone Magyarország a felelősséget megosztva szétválasztotta az elnöki és a vezérigazgatói tisztséget: 2019-ig Beck György a Vodafone Magyarország elnökeként tevékenykedett.
2018-ban  Beck Györgyüt a Neumann János Számítógép-tudományi Társaság elnökének választották meg, majd 2021-ben további három évre megerősítették a tisztújító közgyűlésen. A Neumann János Számítógép-tudományi Társaság a legnagyobb múltra visszatekintő hazai informatikai szervezet, 1968-as megalapítása óta kiemelkedő szerepet vállal a digitális esélyegyenlőség megteremtésében, és tevékenységei között kiemelt szerepe van az informatikai tehetséggondozásnak.
Beck György számos szervezet vezető tisztségviselője, a Vállalkozók és Munkáltatók Országos Szövetségének társelnöke, a Magyar Vízilabda Szövetség társelnöke. A hazai informatikáért folytatott tevékenységéért 1996-ban Neumann díjjal jutalmazták, 1997-ben és 1999-ben az Év Informatikai Menedzsere, 2000-ben pedig az Év Menedzsere díjban részesült. 2003-ban elnyerte a „leginspirálóbb vezető” díját, 2004 elején pedig az Ernst and Young, "Az év üzletembere” választás "A példakép" díjának győztese lett. 2004-ben szülővárosától, jelenlegi lakhelyétől, Ceglédtől díszpolgári címet kapott. 2005. augusztus 20-án a Magyar Köztársaság Elnöke Magyar Köztársasági Érdemrend tisztikeresztjével tüntette ki. 2007-ben az IVSZ a Pro Informatika díjjal ismerte el munkáját.  

### Tanulmányai
- József Attila Tudományegyetem Természettudományi Kar, 1973 – 1978
- József Attila Tudományegyetem egyetemi doktori cím, (summa cum laude), 1982.
- Koppenhágai Műszaki Egyetem tudományos ösztöndíj, 1982. (kutatás, oktatás)

### Munkahelyei
- 1978 – 1986, SZÁMKI, (Számítógépalkalmazási Kutató Intézet) tudományos főmunkatársa,
- 1986 – 1990, SZÁMALK szoftverfejlesztési osztályvezető,
- 1990 – 1991, Digital Magyarország szoftver-támogatási vezető
- 1991 – 1993, Digital Magyarország üzletági igazgató, pénzintézetek, államigazgatás.
- 1993 – 1994. Digital Magyarország kereskedelmi igazgató,
- 1994 – 1998. Digital Magyarország vezérigazgató,
- 1998 – 2002. Compaq Computer Magyarország vezérigazgató,
- 2000 – 2002. Compaq Közép- és Kelet-Európa vezérigazgató,
- 2002 – 2006. Hewlett-Packard Magyarország vezérigazgató,
- 2007 – 2010. Vodafone Magyarország Zrt. vezérigazgató,
- 2010 – 2011. Vodafone Magyarország Zrt. elnök-vezérigazgató,
- 2011 – 2019. Vodafone Magyarország Zrt. elnök,
- 2018 – Neumann János Számítógép-tudományi Társaság, elnök

### Társadalmi funkciói
- Digitális Turizmus Szövetség elnökségi tagja,
- Vállalkozók és Munkáltatók Országos Szövetsége társelnöke,
- Magyar Vízilabda Szövetség társelnöke,
- Neumann János Számítógép-tudományi Társaság elnöke,
- Magyar Olimpiai Bizottság Etikai- Gazdasági Bizottságának tagja,
- Day One Capital Befektetői Alap felügyelőbizottságának elnöke,
- SEED (Közép-Európai Menedzser iskola) alapítója és tanára,[7]
- Budapest Corvinus Egyetem oktatója

## Díjak
- 1996. Neumann János díj
- 1997. Az Év Informatikai Menedzsere 1997.
- 1999. Az Év Informatikai Menedzsere 1999.
- 2001. Az év menedzsere, 2000 díj,
- 2002. Leginspirálóbb vezető díj,
- 2003. Cegléd Város díszpolgára
- 2004. Az év üzletembere 2003 / A példakép – különdíj (Ernst & Young)
- 2005. A Magyar Köztársasági Érdemrend tisztikeresztje
- 2007. Pro-Informatika Díj, (IVSZ)
- 2016. Az Év Menedzsere – életműdíj (MOSZ)
- 2021. MentorOscar 1. díj
- 2022. Hazám-díj

## Interjúk
- Úgy döntöttem lassítok, 2011. augusztus 4., Origo online[8]

## Családja
Dr. Beck György nős, felesége, Judit pedagógus, három gyermeke van, Zsófia  (aki a Boston Consulting ügyvezetője és partnere), Nóra (szerkesztő-riporter) és Miklós (informatikus a Kifli.hu internetes áruháznál). Beck György aktív vízilabda játékos. Kitűnően beszél angolul és oroszul. Hobbija a sport és az irodalom.